# Indra Sakti (Tapung)
Indra Sakti is een bestuurslaag in het regentschap Kampar van de provincie Riau, Indonesië. Indra Sakti telt 1761 inwoners (volkstelling 2010).